# Горњи Дивљаци
Горњи Дивљаци (мкд. Горно Дивјаци) су насеље у Северној Македонији, у западном делу државе. Горњи Дивљаци припадају општини Крушево.

## Географија
Насеље Горњи Дивљаци је смештено у западном делу Северне Македоније. Од најближег већег града, Прилепа, насеље је удаљено 45 km западно.
Горњи Дивљаци се налазе на западном ободу Пелагоније, највеће висоравни Северне Македоније. Село је положено на западним падинама Бушеве планине. Надморска висина насеља је приближно 1.110 метара.
Клима у насељу је планинска због знатне надморске висине.

## Становништво
По попису становништва из 2002. године Горњи Дивљаци су имали 46 становника.
Претежно становништво у насељу су етнички Македонци (100%).
Већинска вероисповест у насељу је православље.